# Gratteri
Ne doit pas être confondu avec Nicola Gratteri.
Gratteri est une commune italienne de la province de Palerme, dans la région Sicile.

## Géographie
La commune est située sur le territoire du parc naturel régional des Madonie.

## Histoire
Vers 1141, le duc Roger, fils aîné du roi Roger II de Sicile, fonde l'abbaye de chanoines réguliers prémontrés de San Giorgio, les moines provenant probablement de l'Abbaye Saint-Josse de Dommartin, dans le diocèse d'Amiens.

## Administration
| Période                                  | Période | Identité | Étiquette | Qualité |
| ---------------------------------------- | ------- | -------- | --------- | ------- |
|                                          |         |          |           |         |
| Les données manquantes sont à compléter. |         |          |           |         |

### Communes limitrophes
Cefalù, Collesano, Isnello, Lascari